# Аврамківщина
Авра́мківщина — село в Україні, у Грунській сільській громаді Охтирського району Сумської області. Населення становить 101 осіб. До 2017 орган місцевого самоврядування — Грунська сільська рада.

## Географія
Село Аврамківщина розташоване на відстані 3 км від правого берега річки Грунь. На відстані 1 км розташоване село Шолудьки. Село оточують невеликі лісові масиви (дуб).

## Історія
12 червня 2020 року, відповідно до розпорядження Кабінету Міністрів України № 723-р «Про визначення адміністративних центрів та затвердження територій територіальних громад Сумської області», село увійшло до складу Грунської сільської громади.
19 липня 2020 року, в результаті адміністративно-територіальної реформи та ліквідації Охтирського району(1923-2020), громада увійшла до складу новоутвореного Охтирського району.

## Населення

### Мова
Розподіл населення за рідною мовою за даними перепису 2001 року:
| Мова       | Кількість | Відсоток |
| ---------- | --------- | -------- |
| українська | 100       | 99.01%   |
| російська  | 1         | 0.99%    |
| Усього     | 101       | 100%     |